# Българи в Катар
Българите в Катар са около 8000 души, работят основно като финансисти, музиканти, фитнес инструктори и рехабилитатори по хотелите.

## Култура
От есента на 2009 година немногобройната българска колония в Катар работи много активно, за да може децата на работещите и живеещи в шейхството българи да не загубят връзката си с родината – създадено е българско училище.